# Gunnar Heiðar Þorvaldsson
Gunnar Heiðar Þorvaldsson (Islas Vestman, Islandia, 1 de abril de 1982) es un exjugador y actual entrenador de fútbol islandés. En su etapa como jugador profesional se desempeñaba como delantero. Actualmente es entrenador del Njarðvík de la 1. deild karla, segunda división del fútbol en Islandia.
Es primo del exfutbolista Ívar Ingimarsson.

## Trayectoria
Comenzó su carrera en el ÍBV de las Islas Vestman. Después de establecerse como el mejor delantero de la Úrvalsdeild Karla, fue trasladado al Halmstads BK de Suecia en 2004. Allí estuvo a punto de ganar la liga en su primer año y ganó la Bota de Oro sueca en la siguiente temporada, con 16 goles. También participó en la Copa de la UEFA con su club en la temporada 2005-06, anotando un gol decisivo en la victoria de la ronda de clasificación ante el Sporting CP.
Esto llamó a la atención de varios clubes de toda Europa, hasta que finalmente optó por trasladarse a Alemania para jugar en el Hannover 96 en marzo de 2006, por un contrato de tres años. Su paso por Alemania, sin embargo, fue asolado por las lesiones persistentes. Solo jugó 7 partidos y no marcó ningún gol. En agosto de 2007, después de solo 17 meses con Hannover, fue cedido al Vålerenga IF. En el verano de 2008, fue vendido al club danés Esbjerg fB. Para la última parte de la temporada 2009-10, fue cedido al club inglés Reading FC.
Se unió al equipo noruego Fredrikstad FK a préstamo por el resto de la temporada 2010. El 17 de marzo de 2011, firmó un contrato de tres años con el IFK Norrköping. En 2013, fichó por el Konyaspor de Turquía. En el año 2014, se trasladó al BK Häcken sueco. En 2015, regresó al ÍBV, club donde puso fin a su carrera en 2018.
En 2020, comenzó su carrera como entrenador en el KFS, logrando el ascenso a la 3. deild karla. En marzo de 2022, fue contratado como entrenador del Vestri de la 1. deild karla. Desde 2024, dirige al Njarðvík.

## Selección nacional
Fue internacional con la selección de Islandia en 24 ocasiones y convirtió 5 goles.
Hizo su debut internacional el 30 de marzo de 2005, en un amistoso contra Italia en Padua que terminó 0-0, entrando desde el banco en el último minuto. Su primer gol como internacional se produjo en las eliminatorias para la Copa del Mundo de 2006, en la victoria por 4-1 sobre Malta el 8 de junio de 2005.

## Clubes

### Como jugador
| Club                      | País       | Año       | Partidos | Goles |
| ------------------------- | ---------- | --------- | -------- | ----- |
| ÍBV                       | Islandia   | 1999-2004 | 72       | 37    |
| Halmstads BK              | Suecia     | 2004-2006 | 38       | 16    |
| Hannover 96               | Alemania   | 2006-2007 | 7        | 0     |
| → Vålerenga IF (cedido)   | Noruega    | 2007-2008 | 16       | 4     |
| Esbjerg fB                | Dinamarca  | 2008-2011 | 24       | 2     |
| → Reading FC (cedido)     | Inglaterra | 2010      | 4        | 0     |
| → Fredrikstad FK (cedido) | Noruega    | 2010-2011 | 7        | 3     |
| ÍBV                       | Islandia   | 2011      | 0        | 0     |
| IFK Norrköping            | Suecia     | 2011-2013 | 70       | 34    |
| Konyaspor                 | Turquía    | 2013-2014 | 12       | 1     |
| BK Häcken                 | Suecia     | 2014-2015 | 23       | 3     |
| ÍBV                       | Islandia   | 2015-2018 | 55       | 24    |

### Como entrenador
| Club     | País     | Año       |
| -------- | -------- | --------- |
| KFS      | Islandia | 2020-2022 |
| Vestri   | Islandia | 2022      |
| Njarðvík | Islandia | 2023-     |

## Palmarés

### Campeonatos nacionales
| Título           | Club | País     | Año  |
| ---------------- | ---- | -------- | ---- |
| Copa de Islandia | ÍBV  | Islandia | 2017 |

### Distinciones individuales
| Distinción                              | Año  |
| --------------------------------------- | ---- |
| Máximo goleador de la Úrvalsdeild Karla | 2004 |
| Máximo goleador de la Allsvenskan       | 2005 |